# 萨维尼勒唐普勒
萨维尼勒唐普勒（法語：Savigny-le-Temple，法語：[saviɲi lə tɑ̃pl] ⓘ），法国中北部城市，法兰西岛大区塞纳-马恩省的一个市镇，隶属于默伦区，其市镇面积为11.97平方公里，2022年1月1日时人口数量为30,630人，在法国城市中排名第273位。
萨维尼勒唐普勒位于塞纳-马恩省西部，是重要的居民区，通过法兰西岛大区快铁D线以及A5高速公路连接巴黎市区。

## 地名来源

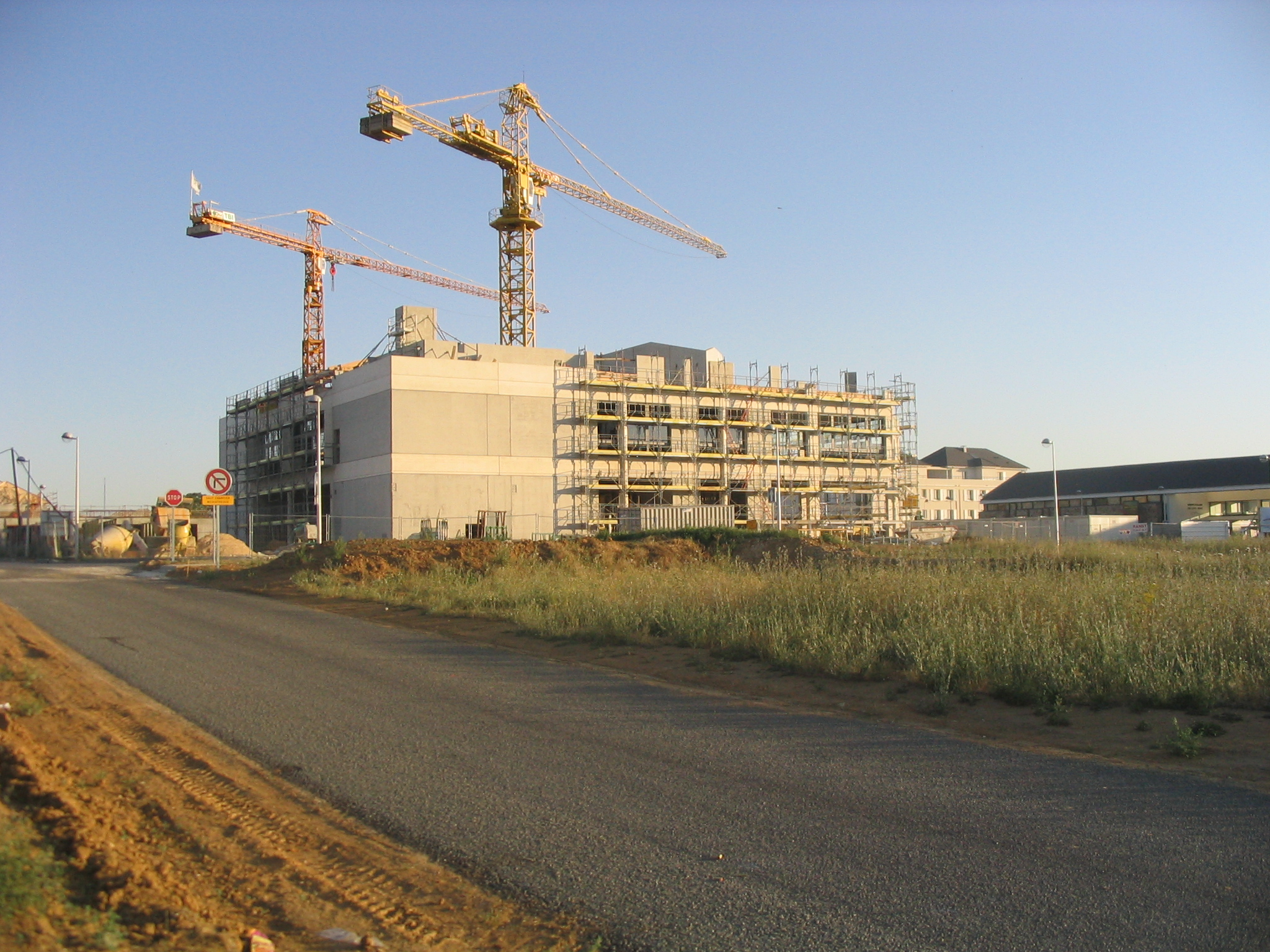
建设中的萨维尼勒唐普勒图书馆

“萨维尼勒唐普勒”一名最初于公元986年以的形式被记载，其中“勒唐普勒”来源于圣殿骑士团。

## 历史
萨维尼勒唐普勒历史上长期为一处普通村落，12世纪时当地曾出现一处圣殿骑士团。法国大革命后，萨维尼勒唐普勒成为塞纳-马恩省的一个市镇，彼时，当地人口数量只有不到400。工业革命期间，巴黎－马赛铁路由此通过并设有车站，当地随之出现了一处蒸馏厂，人口略有增加。但直到20世纪60年代，当地人口数量尚不足千人。20世纪70年代末，法国政府提出巴黎外扩计划，萨维尼勒唐普勒被规划为重要的居民区，当地人口数量快速增加。

## 地理

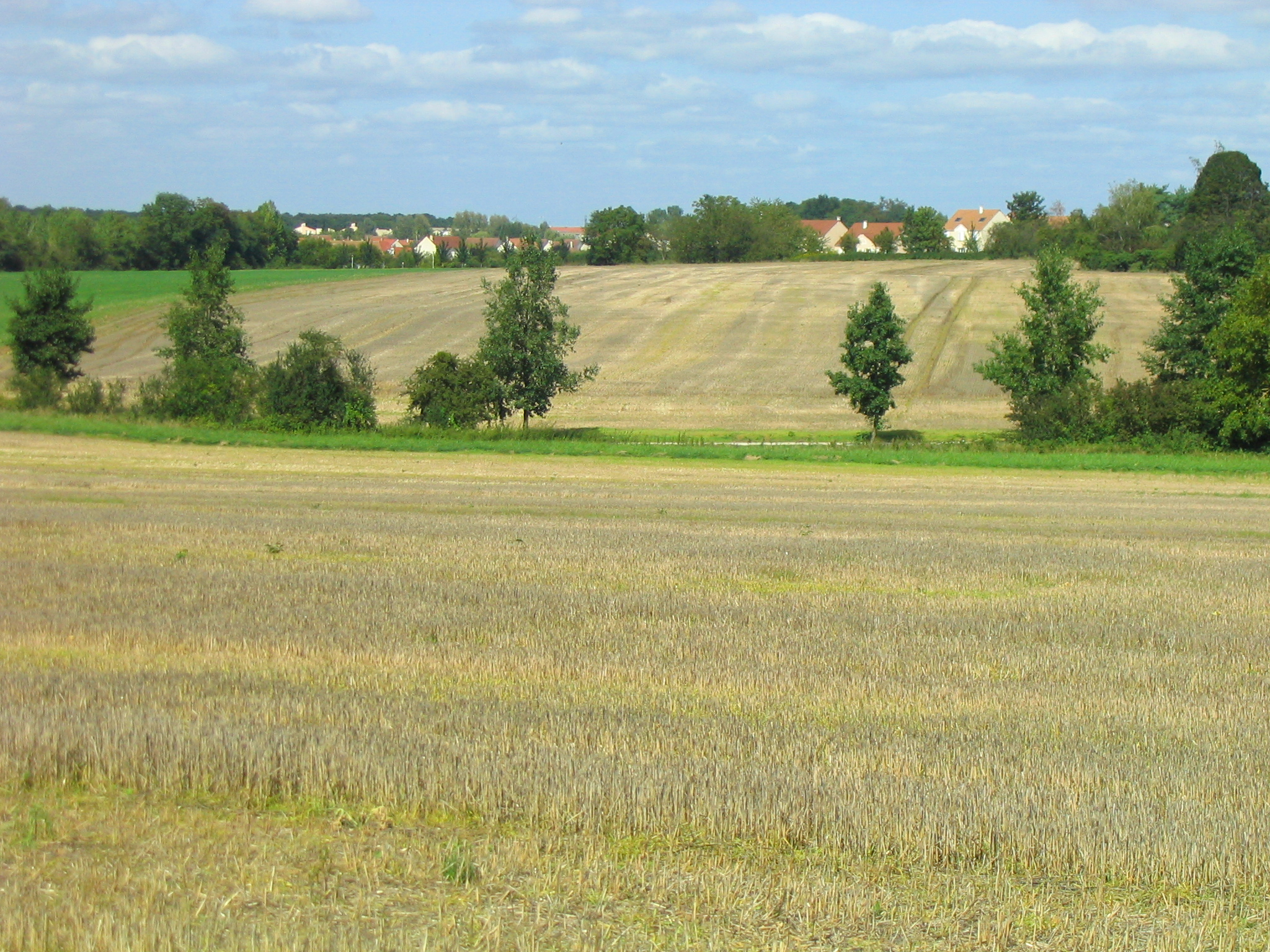
萨维尼勒唐普勒附近的田野

萨维尼勒唐普勒位于法国中北部，法兰西岛大区东南部和塞纳-马恩省西部，距离省会默伦大约10公里。与萨维尼勒唐普勒接壤的市镇包括：塞松、略桑、穆瓦西-克拉马耶勒、楠迪、雷欧、塞纳港、圣皮埃尔迪佩赖。

### 地形
萨维尼勒唐普勒境内地势平坦，全境海拔在58到91米之间。

### 水文
吕德巴洛里溪流经境内，该河是塞纳河的支流。

### 植被
萨维尼勒唐普勒属于温带落叶林区，境内有多处绿地公园。

### 气候
萨维尼勒唐普勒在柯本气候分类法中属于温带海洋性气候。

## 行政区划
萨维尼勒唐普勒是法国法兰西岛大区塞纳-马恩省的一个市镇，编号为77445。萨维尼勒唐普勒隶属于默伦区和塞纳-马恩省第十一选区，管理萨维尼勒唐普勒县，同时也是南部大巴黎城市圈公共社区的组成部分。
萨维尼勒唐普勒的2个街区实行街区自治制度。
法国国家统计与经济研究所（简称）在进行数据统计时，将包括萨维尼勒唐普勒在内的1,794个市镇设为巴黎城市区。同时，还将萨维尼勒唐普勒市镇分为了9个“块区”（IRIS），以便于统计人口分布情况。

## 交通

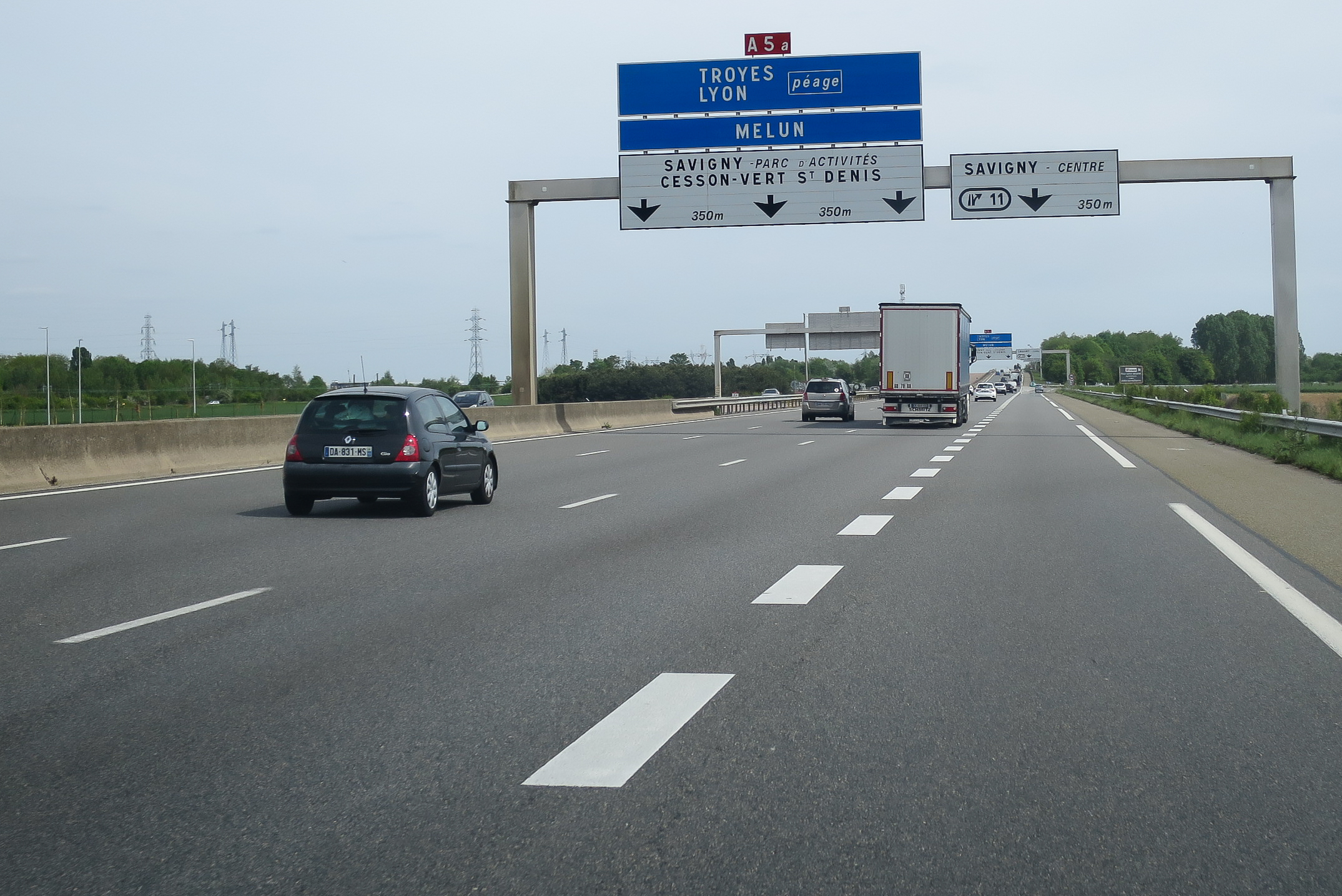
A5高速公路的萨维尼出入口

### 公路
A5高速公路与多条塞纳-马恩省省道在萨维尼勒唐普勒境内交汇。
2017年，80.1%的萨维尼勒唐普勒家庭拥有至少一辆的私人汽车。2018年，萨维尼勒唐普勒境内共发生各类交通事故9起，造成9人受伤。

### 铁路
萨维尼勒唐普勒位于巴黎－马赛铁路上，该铁路巴黎与默伦之间的路段开行法兰西岛大区快铁D线。萨维尼勒唐普勒-楠迪站位于市区东部，由此前往巴黎-里昂火车站大约需要35分钟。

### 航空
距离萨维尼勒唐普勒最近的民用航空站为巴黎-奥利机场，距离萨维尼勒唐普勒市中心的公路里程约30公里。

### 城市公共交通
截至2021年2月，共有14条公交线路经过萨维尼勒唐普勒市区内。

## 政治

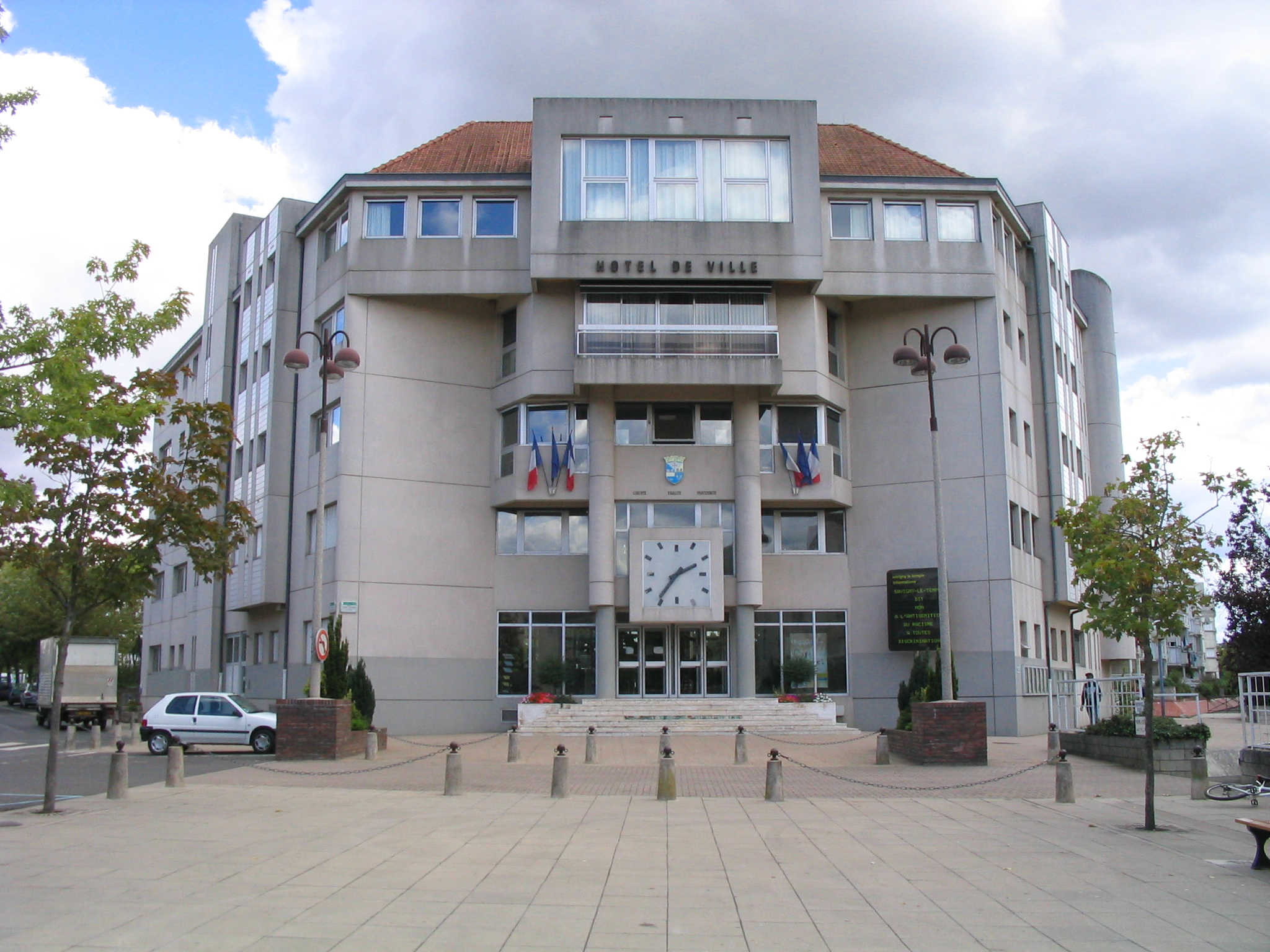
萨维尼勒唐普勒市政厅

萨维尼勒唐普勒的现任市长为玛丽-丽娜·皮谢里女士（Marie-Line Pichery），她是社会党的一名成员，在2020年的市政选举中获得了52.84%的支持率。
在2017年的法国总统大选中，法国第25任总统埃马纽埃尔·马克龙在萨维尼勒唐普勒获得了72.98%的支持率。

## 人口
2017年，萨维尼勒唐普勒市镇人口数量为29,984，在法国排名第273位。其中男性14,520人，女性15,464人，75岁及以上人口占2.5%，外籍人口数量为7,194人，人口密度为2,505人/平方公里，当地居民被称为（男性）或（女性）。2018年，萨维尼勒唐普勒境内出生454人，死亡人口97人。
| 年份   | 1936 | 1946 | 1954 | 1962 | 1968 | 1975  | 1982   | 1990   | 1999   | 2006   | 2011   | 2016   | 2018   |
| ------ | ---- | ---- | ---- | ---- | ---- | ----- | ------ | ------ | ------ | ------ | ------ | ------ | ------ |
| 人口數 | 685  | 706  | 770  | 759  | 828  | 2,881 | 11,835 | 18,520 | 22,339 | 25,130 | 29,074 | 30,097 | 29,792 |

## 经济
萨维尼勒唐普勒是一个区域性的中心城市，当地共有各类用人单位2,398家，平均历史为10年，其中97.76%为中小型企业（PME）。（建筑）、（建材）及（工业机械）是当地2019年营业额最高的三个企业，分别为34,444,590欧元、27,456,135欧元和25,862,290欧元。

## 财政收入
2019年，萨维尼勒唐普勒的财政收入总额为42,751,800欧元，财政支出总额为41,477,600欧元，当年的债务总额为15,791,900欧元。
2015年，萨维尼勒唐普勒的人均月收入总额为2,482欧元，其中高级职员为4,040欧元，中级职员为2,700欧元，普通职员为1,979欧元。
2017年，萨维尼勒唐普勒境内的青壮年（15至64岁）失业率为14.3%，当地50.9%的家庭拥有纳税资格。

## 社会事务

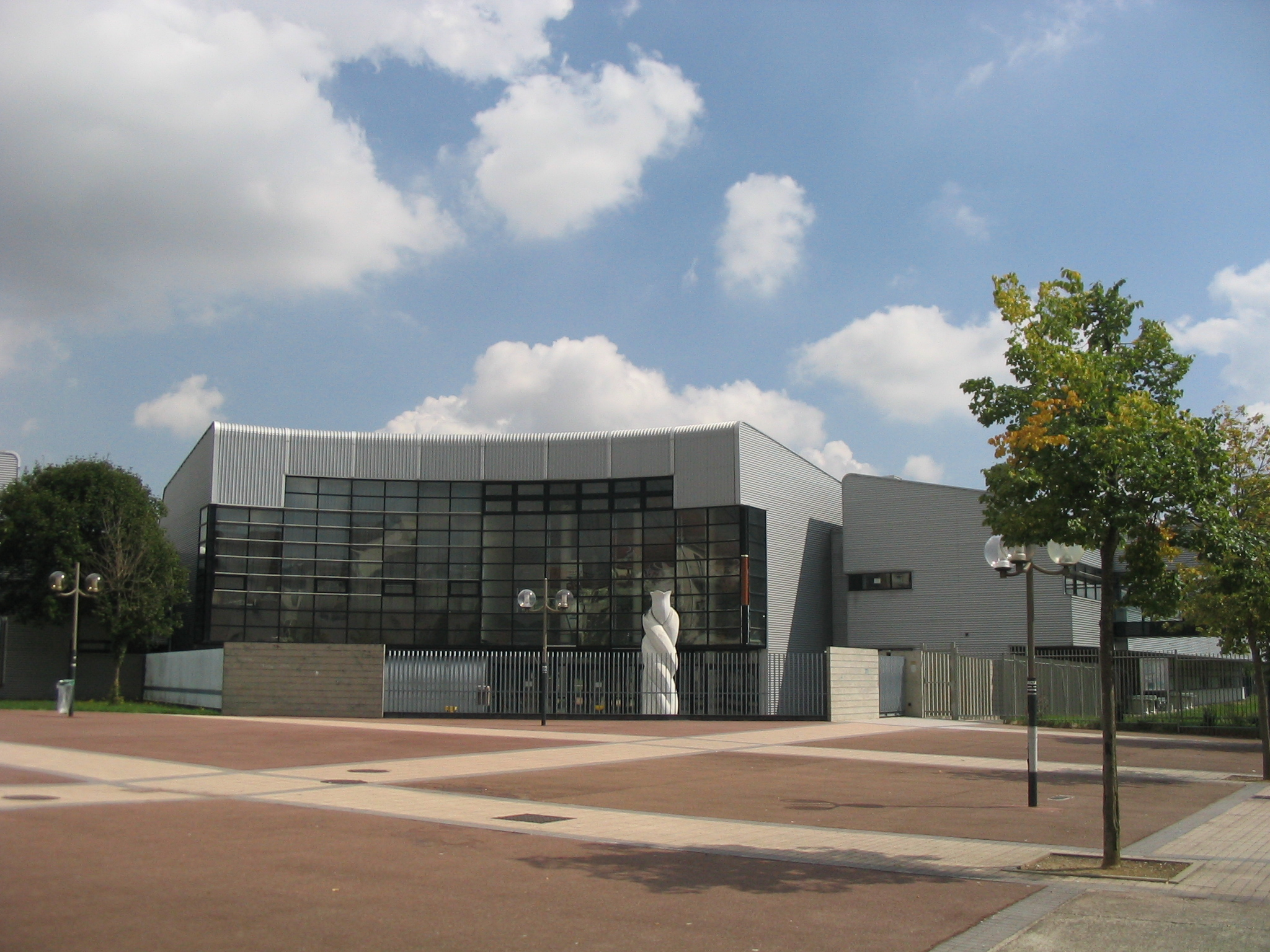
萨维尼勒唐普勒的一处高级中学

### 教育
萨维尼勒唐普勒属于克雷泰伊学区。截止2019年1月1日，萨维尼勒唐普勒境内共有10所幼儿园、12所小学、3所初级中学、1所普通高中和1所职业高中。2018至2019学年度，萨维尼勒唐普勒境内共有在校中等教育阶段学生2,569名。

### 医疗
截止2019年1月1日，萨维尼勒唐普勒境内共有全科医生16名、保健师9名、牙医6名、护士17名、皮肤科医生1名、助产士3名、儿科医生1名和妇科医生1名。境内共有药房5家、养老院2家、残疾人帮扶中心5家。
萨维尼勒唐普勒属于南部法兰西岛医疗集团（Groupe Hospitalier Sud Ile-de-France）的服务范围，后者是法国的一个区域性医疗机构，其主病区位于默伦市区，设有床位765个，是当地规模最大的公立综合性医院。

### 住房
2017年，萨维尼勒唐普勒境内共有各类住房10,647套，其中50.2%为独立式居民区，48.5%为集中式居民区。常住房屋占萨维尼勒唐普勒市镇范围内居民建筑总量的95.5%。

### 商业
2019年，萨维尼勒唐普勒境内共有各类实体商铺391家，其中餐厅42家、大型超市5家、杂货店14家、面包房10家、肉铺5家、书店1家、装饰品店1家、银行门店6家、美容美发店29家、汽车维修店16家。市区东南部建有大型开放式商业街区。

### 体育
2019年，萨维尼勒唐普勒境内共有1家游泳池、4间体育馆、1座综合体育场、6处网球场、1处马术场、2处足球或橄榄球场、4处篮球或排球场以及0处高尔夫球场。
萨维尼勒唐普勒足球俱乐部（Savigny-le-Temple F.C.）是当地的一支足球队，2020至2021赛季参加法兰西岛大区足球联赛。

### 环境
萨维尼勒唐普勒的环境事务由其所属的公共社区负责。2019年，萨维尼勒唐普勒境内暂无污染企业。

### 治安
2014年，萨维尼勒唐普勒及附近地区共发生各类案件8,860起，其中盗窃类案件5,474起，经济类案件892起，毒品交易类案件512起。

## 文化
2019年，萨维尼勒唐普勒境内共有1家剧场、1家电影院、1家博物馆和1家音乐厅。萨维尼勒唐普勒市政府提供多媒体中心，向公众全年开放。

### 建筑
萨维尼勒唐普勒境内的建筑多建于20世纪80年代以后，萨维尼勒唐普勒欧塞尔的圣日耳曼教堂是当地位于的法国国家文物保护单位。

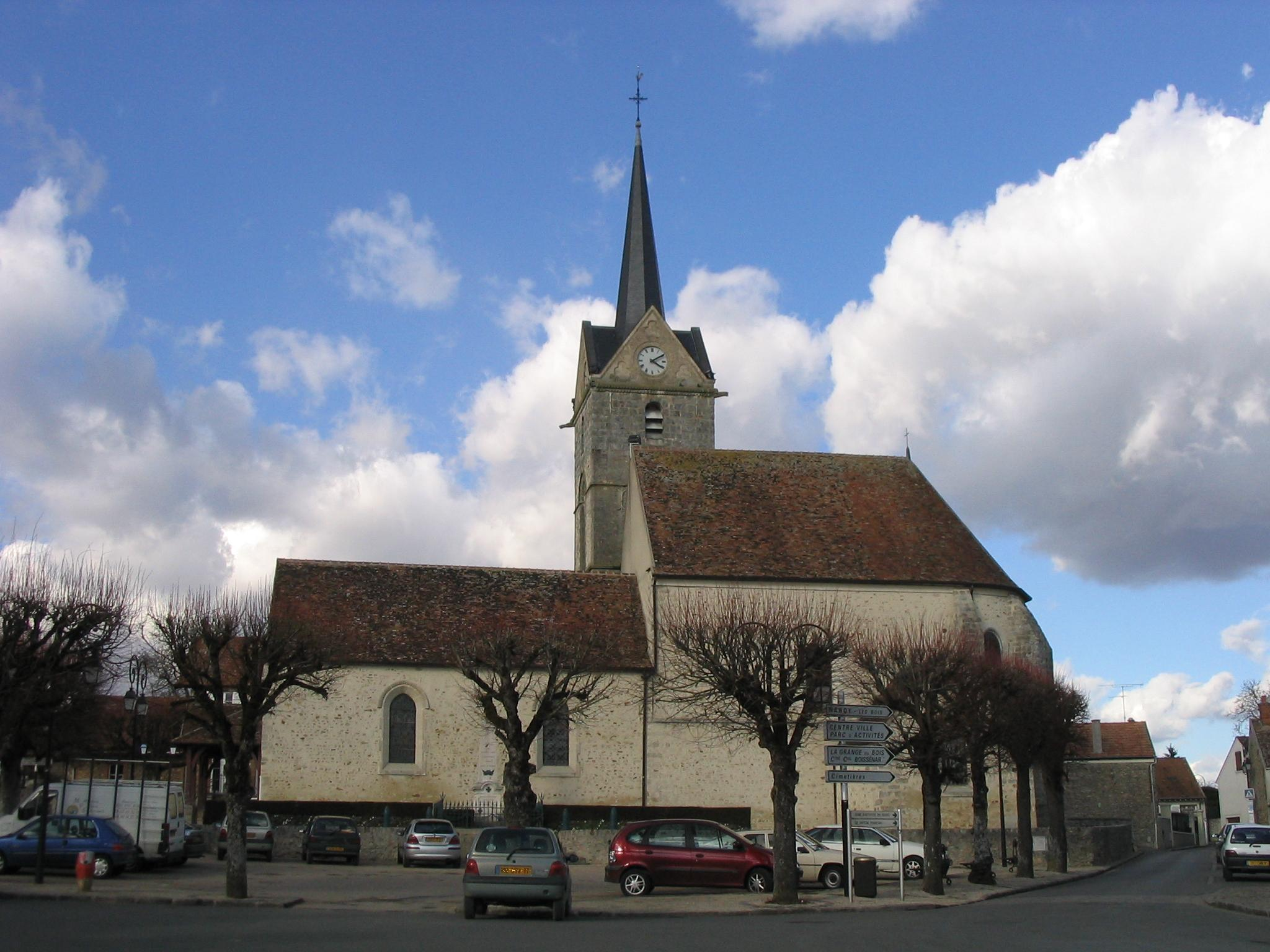
欧塞尔的圣日耳曼教堂（法语：Église Saint-Germain-d'Auxerre de Savigny-le-Temple）
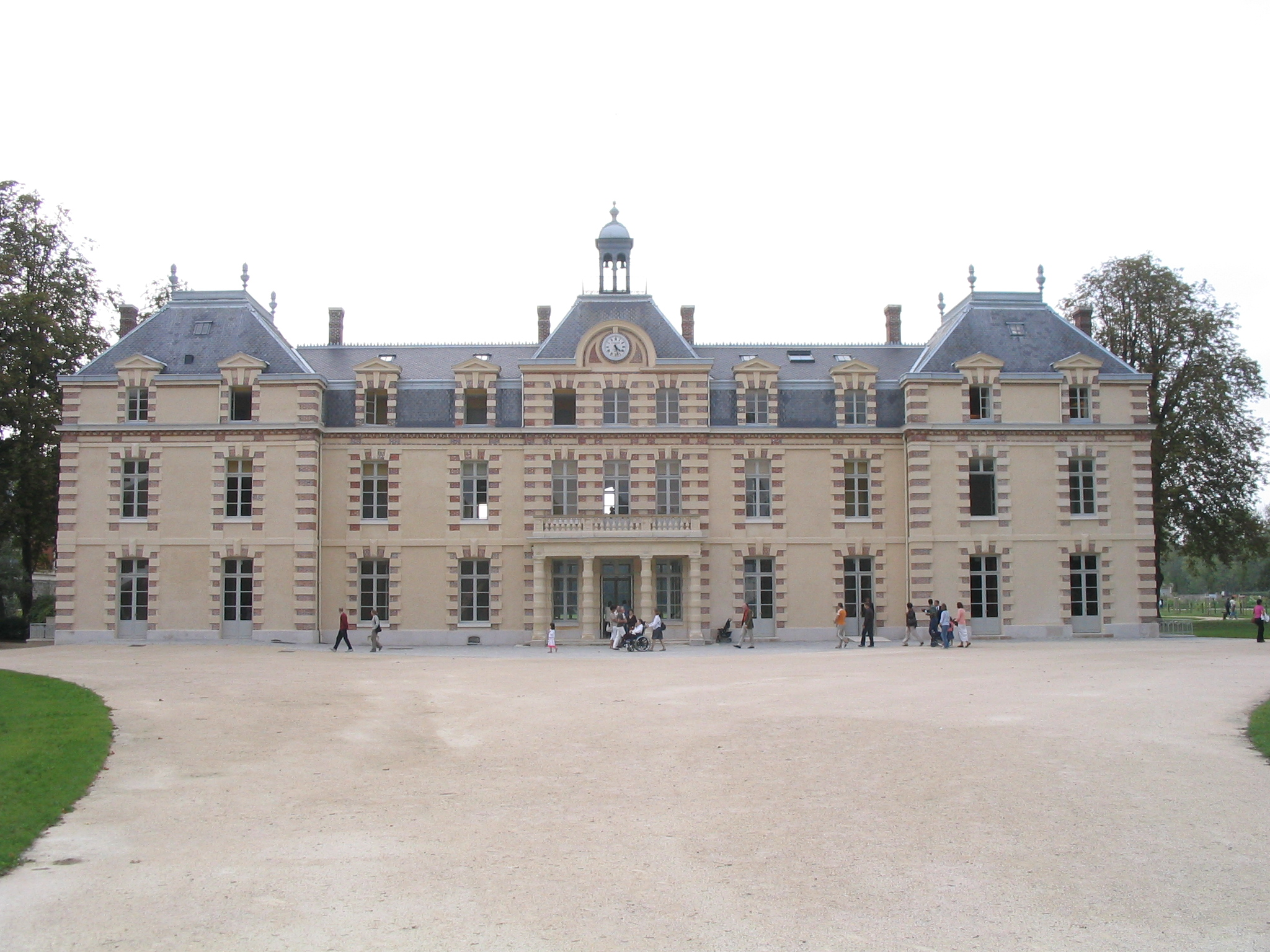
格朗日城堡
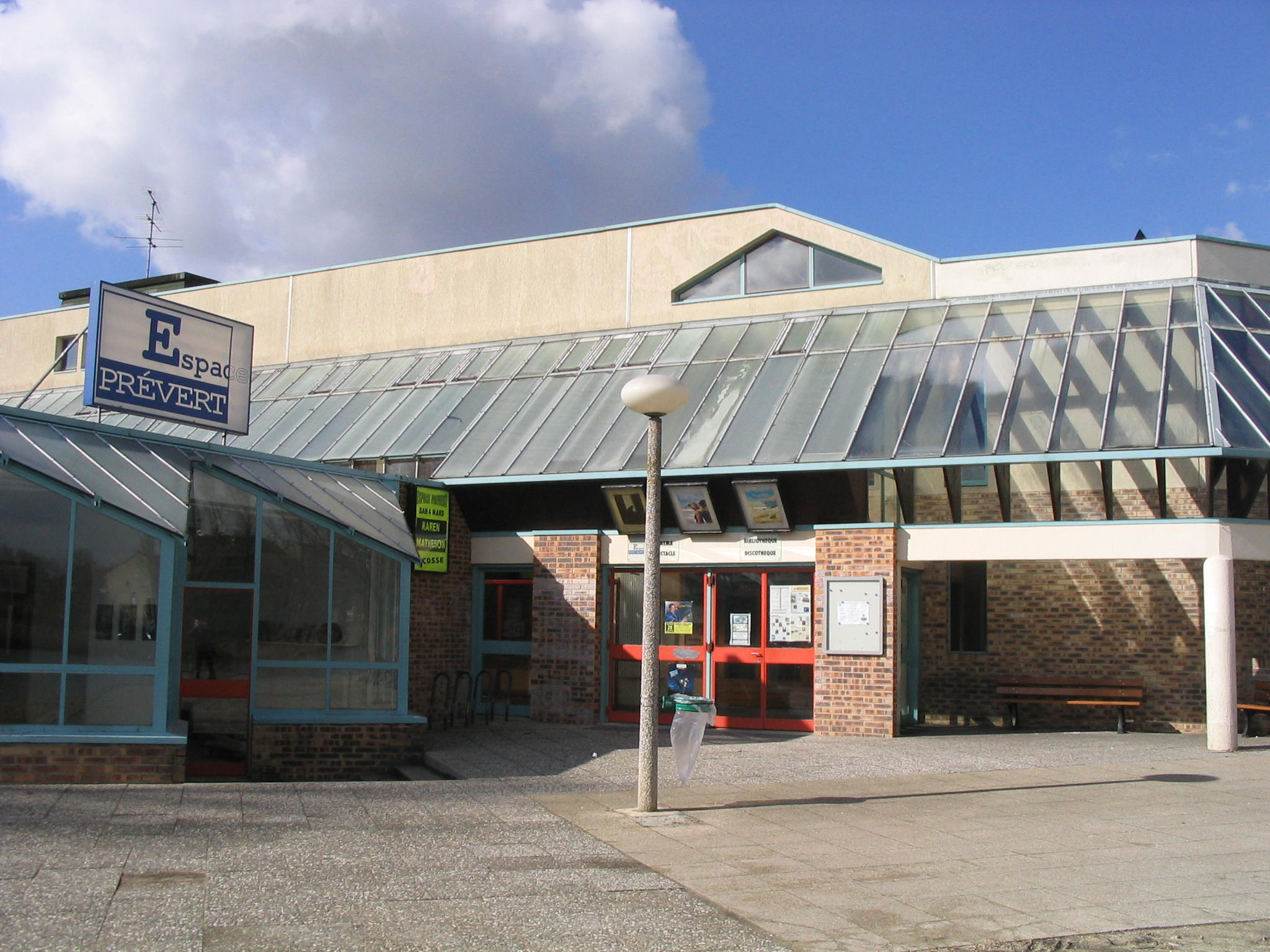
图书馆
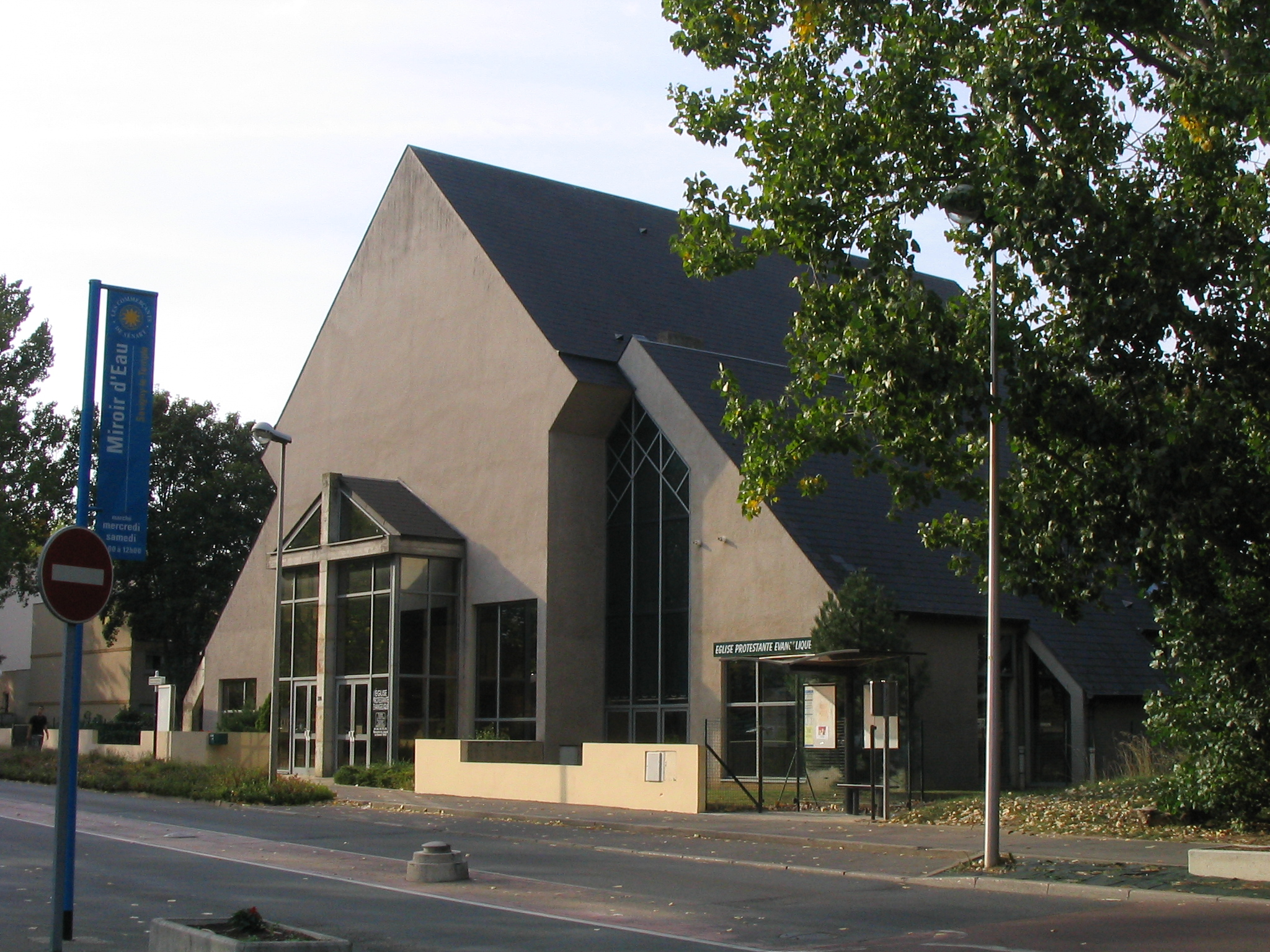
文化中心
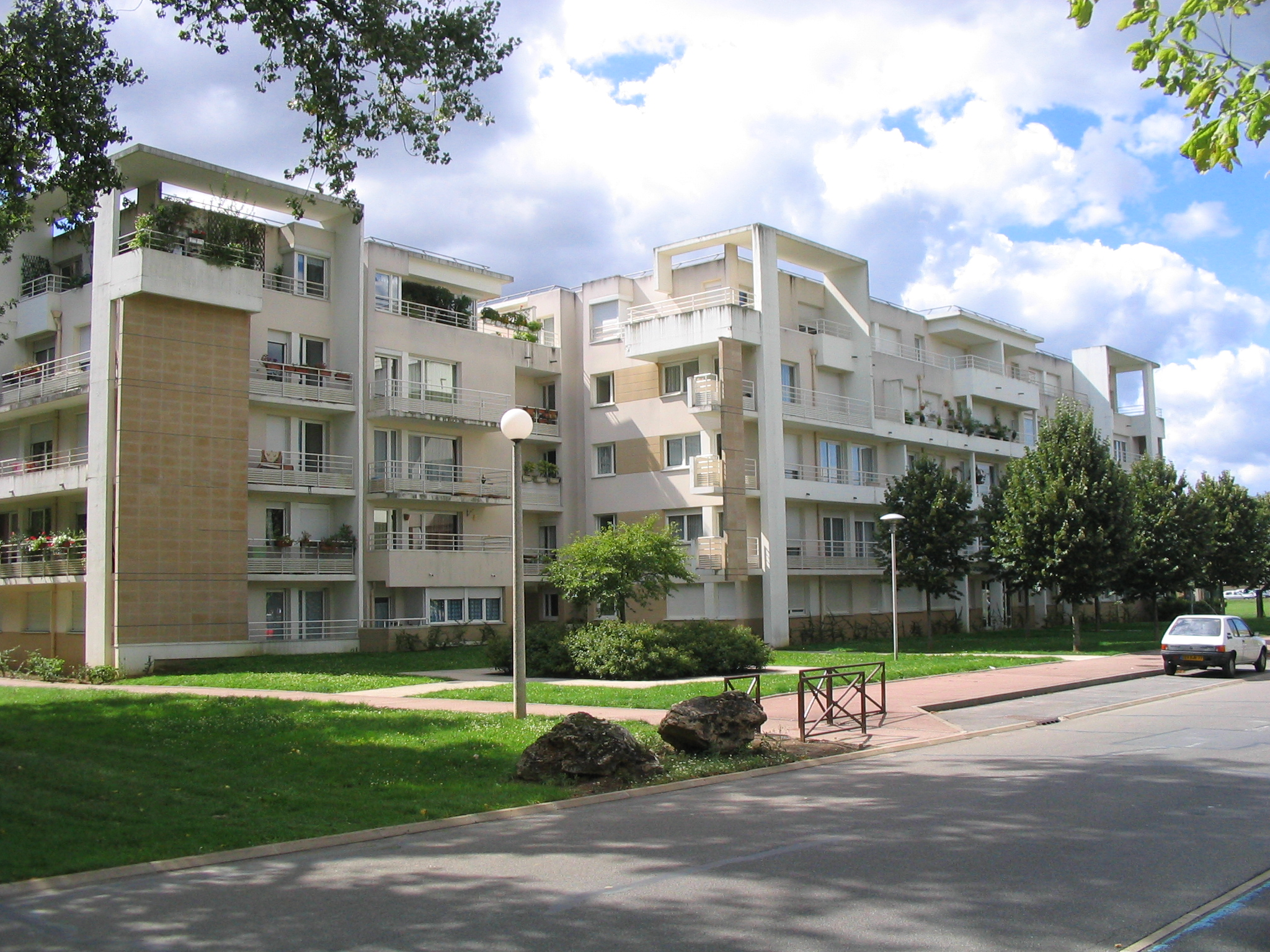
现代民居

### 旅游
萨维尼勒唐普勒的旅游事务由其所属的公共社区负责。2020年，萨维尼勒唐普勒境内暂无任何接待设施。

### 媒体
法国主要的媒体均可在萨维尼勒唐普勒接收，法国电视三台下属的法兰西岛大区频道在部分时段播出萨维尼勒唐普勒所属区域的地方新闻。

## 友好城市
截至2021年2月，萨维尼勒唐普勒共与五座城市互为友好城市关系：
- 羅馬尼亞 科馬爾尼克
- 西班牙 伊斯纳略斯
- 毛里塔尼亚 布提利米特
- 瑞典 蒂勒瑟市
- 刚果民主共和国 Ndjili